# الاحتجاج بالقدر (كتاب)
الاحتجاج بالقدر هو كتاب ألفه أحمد ابن تيمية، تناول فيه احتجاج بعض الناس والطوائف بالقدر على فعل المعاصي، بأن الله قدرها عليهم. وبدأ كتابه ابن تيمية بالحديث الذي أشار إليه المؤلف في بداية كتابه، وهو: عن أبي هريرة عن النبي ﷺ أنَّه قال:
| الاحتجاج بالقدر (كتاب) | احتجَّ آدم وموسى، فقال موسى: يا آدم، أنتَ أبو البشر الذي خلقك الله بيده، ونفخ فيك من روحه، وأسجد لك ملائكته، فلماذا أخرجتنا ونفسك من الجنة؟ فقال له آدم: أنت موسى الذي كلمك الله تكليمًا، وكتب لك التوراه، فبكم تجد فيها مكتوبًا (وعصى آدم ربه فغوى) قبل أن أخلق؟ قال: بأربعين سنة. قال: فحجَّ آدم موسى. | الاحتجاج بالقدر (كتاب) |

## موضوع الكتاب
رُتب الكتاب على النحو التالي:
1. مقدمة المؤلف.
2. فصل بعنوان: الاحتجاج بالقدر: وفيه فكرة الكتاب: حيث تضمن:
  1. حديث مع حديث احتجاج آدم وموسى عليهما السلام: فقسم ابن تيمية الناس في تعاملهم مع الحديث لـ 3 فرق:[2] فريق كذبوا بهذا الحديث. ومنهم أبو علي الجبائي من كبار معتزلي البصرة. مبررين أنَّ هذا يخالف ما جاءت به الرسل، وأنَّه يجب تنزيه النبي ﷺ وجميع الأنبياء عن مثل هذا الحديث، فهم لا يمكن أن يجعلوا القدر حجة لفعل المعاصي. وفريق استخدموا الحديث لإسقاط اللوم على من عصى الله ورسوله، فأصبحوا إن وافق هذا التفسير هواهم استخدموه لدفع الملام، وإن خالفه تغافلوا عنه، ولا يمكن استخدام هذا التفسير في كل شيء، وإلا لسقط النهي عن المنكر. ومنهم من قام باستخدام هذا التفسير بطريقة معاكسة، بجعل من أطاع الله ومن نطق بالتوحيد فلا فضل له ولا رفعة، بأنَّه لا فاعل إلا الله. فكان هذان القسمان لا يستحسنون حسنة، ولا يستقبحون سيئة. فذكر ابن تيمية في الرد على ذلك قول أبي المظفر السمعاني: «وأما الكلام فيما جرى بين آدم وموسى من المحاجة في هذا الشأن، فإنما ساغ لهما الحجاج في ذلك، لأنهما نبيان جليلان، خُصَّا بعلم الحقائق، وأذن لهما في استكشاف السرائر، وليس سبيل الخلق الذين أمروا بالوقوف عندما حد لهم، والسكوت عما طوي عنهم سبيلهما. وليس قوله "فحج آدم موسى" إبطال حكم الطاعة، ولا إسقاط العمل الواجب، ولكن معناه: ترجيح أحد الأمرين، وتقديم رتبة العلة على السبب...» وفريق قاموا بتفسيره تفسيراتٍ فاسدة، منها:
    1. إنما حجَّ آدم موسى لأنه كان أباه، ولا يصح للابن أن يحاجج الأب.
    2. لأن الملام كان بعد التوبة.
    3. لأن الذنب كان في شريعة، والملام في أخرى.
    4. لاختلاف الحال بين الدنيا والجنة.

  2. قصة الخضر عليه السلام في سورة الكهف. وذكر أقوال الصوفية وفلاسفة الإسلام كابن سينا وغيرهم. ثم انطلق في تفنيد أقوالهم وبيان بطلانها. مستشهدًا بالحسنات والسيئات، وغير ذلك، وضاربًا أمثلةً مثل قتل الحلاج الذي قال «أنا الحق» أو «سبحاني»، وتنازع بعض الفرع في قتله.
3. فصل: سبب ما قاله موسى لآدم عليهما السلام: فذكر ابن تيمية ووضح في هذا الفصل أنَّ موسى عليه السلام لم يلم آدم عليه السلام إلا من حيث المصيبة التي أصابته وذريته، وليس لأجل الذنب نفسه. وذلك سبب قوله «لماذا أخرجتنا ونفسك من الجنة» ولم يقل «لماذا خالفت الأمر». واستشهد ابن تيمية على ذلك بآيات وأحاديث وأقوالٍ للصحابة. منها قوله تعالى: ﴿مَا أَصَابَ مِنْ مُصِيبَةٍ إِلَّا بِإِذْنِ اللَّهِ وَمَنْ يُؤْمِنْ بِاللَّهِ يَهْدِ قَلْبَهُ وَاللَّهُ بِكُلِّ شَيْءٍ عَلِيمٌ ۝١١﴾.[3] وحديث النبي ﷺ: (احْرِصْ علَى ما يَنْفَعُكَ، وَاسْتَعِنْ باللَّهِ وَلَا تَعْجَزْ، وإنْ أَصَابَكَ شيءٌ، فلا تَقُلْ لو أَنِّي فَعَلْتُ كانَ كَذَا وَكَذَا، وَلَكِنْ قُلْ قَدَرُ اللهِ وَما شَاءَ فَعَلَ، فإنَّ لو تَفْتَحُ عَمَلَ الشَّيْطَانِ).[4]
4. فصل: حجة آدم على موسى هي فيمن كان سبب ما حدث للبشر. ومقصده بأنَّ الله يريد للبشر أن يعيشوا على الأرض من قبل هذا. واستشهد بقوله تعالى: ﴿مَا أَصَابَ مِنْ مُصِيبَةٍ فِي الْأَرْضِ وَلَا فِي أَنْفُسِكُمْ إِلَّا فِي كِتَابٍ مِنْ قَبْلِ أَنْ نَبْرَأَهَا إِنَّ ذَلِكَ عَلَى اللَّهِ يَسِيرٌ ۝٢٢﴾.[5]
5. فصل: شهود القدر، وفوائده، وسوء غيبة العبد عنه: وأسهب الحديث فيه عن القصاص.
6. فصل: يكشف حقيقة الطائفتين في موضوع الكتاب، اللتان ينسبون لله محض الإرادة والمحبة دون اعتبار الأمر بالمعروف والنهي عن المنكر، والذين ينتهون للفناء في توحيد الربوبية.
7. فصل في حقيقة المحبة.

## سبب تأليف الكتاب
يكمن السبب في كتابة ابن تيمية لهذا الكتاب لخطورة التأويلات الفاسدة التي ذكرت. ومنها ما ذكره في كتابه أنَّ بعض شيوخ هذه التفاسير قال: «لو قتلت سبعين نبيًا لما كُنت مخطئًا». وقول بعض ملاحدة المتصوفة المتفلسفة الاتحادية، كالتلمساني: «والأفضل يستحق أن يكون ربًا للمفضول، وإنَّ فرعون كان صادقًا في قوله (أنا ربكم الأعلى)».

## منهج ابن تيمية في الكتاب
اتخذ ابن تيمية منهجًا واضحًا في كتابه، يتضح بما يلي:
1. كثرة الاستشهاد بالآيات القرآنية، فيلاحظ استشهاده بعشرات الآيات في كتابه. واستشهاده أيضًا بأحاديث عن النبي ﷺ.
2. البساطة والوضوح: فرغم تفنيده لأقوال الفلاسفة، إلا أن منهجه كان واضحًا للعامي.
3. ضرب الأمثلة البسيطة: كتوضيح الأمر بالفرق بين الحسنات والسيئات، والفرق بين طيب الطعام وغيره).[7]
4. الحس الفلسفي، والاطلاع الواسع للمؤلف، وتجلى أكثر ما تجلى في فصل كشف حقائق الطوائف بإيمانهم بالاحتجاج بالقدر.